# Aseraggodes albidus
Aseraggodes albidus es una especie de pez de la familia Soleidae en el orden de los Pleuronectiformes. 

## Distribución geográfica
Se encuentran en el Océano Pacífico, en Sulawesi, Indonesia.